# Apanteles rugosus
Apanteles rugosus är en stekelart som beskrevs av Szepligeti 1914. Apanteles rugosus ingår i släktet Apanteles och familjen bracksteklar. Inga underarter finns listade i Catalogue of Life.